# NGC 4517
NGC 4517 = NGC 4437 ist eine Edge-On-Spiralgalaxie mit ausgedehnten Sternentstehungsgebieten vom Hubble-Typ Sc im Sternbild Jungfrau auf der Ekliptik. Sie ist schätzungsweise 46 Millionen Lichtjahre von der Milchstraße entfernt und hat einen Durchmesser von rund 155.000 Lichtjahren. Sie war aufgrund ihrer dafür günstigen Inklination in verschiedenen Studien zu Kugelsternhaufen als Beobachtungsobjekt enthalten.

Gemeinsam mit LEDA 41578 bildet sie das isolierte Galaxienpaar KPG 344. Im selben Himmelsareal befindet sich u. a. die Galaxie NGC 4541.
Das Objekt wurde 1784 vom deutsch-britischen Astronomen Wilhelm Herschel entdeckt.